# Уязд-Гурни
Уязд-Гурни (пол. Ujazd Górny, нім. Ober Mois) — село в Польщі, у гміні Уданін Сьредського повіту Нижньосілезького воєводства.
Населення — 596 осіб (2011).
У 1975-1998 роках село належало до Легницького воєводства.

## Демографія
Демографічна структура станом на 31 березня 2011 року:
|          | Загалом | Допрацездатний вік | Працездатний вік | Постпрацездатний вік |
| -------- | ------- | ------------------ | ---------------- | -------------------- |
| Чоловіки | 299     | 57                 | 220              | 22                   |
| Жінки    | 297     | 54                 | 198              | 45                   |
| Разом    | 596     | 111                | 418              | 67                   |